# 王景象
王景象（1506年—？），字啓明，直隸徽州府歙縣人，民籍，明朝政治人物。

## 生平
嘉靖十六年（1537年）丁酉科應天府鄉試第六十四名舉人。嘉靖二十年（1541年）中式辛丑科會試第八十八名，登第二甲第四十五名進士。

## 家族
曾祖王祜；祖父王文脩；父王經，母孫氏。具庆下。弟景星、景雲、景陽。